# Kate Bingham
Catherine Elizabeth Bingham, née le 19 octobre 1965 à Londres, est une capital-risqueuse britannique et membre du conseil d'administration de l'Institut Francis-Crick.

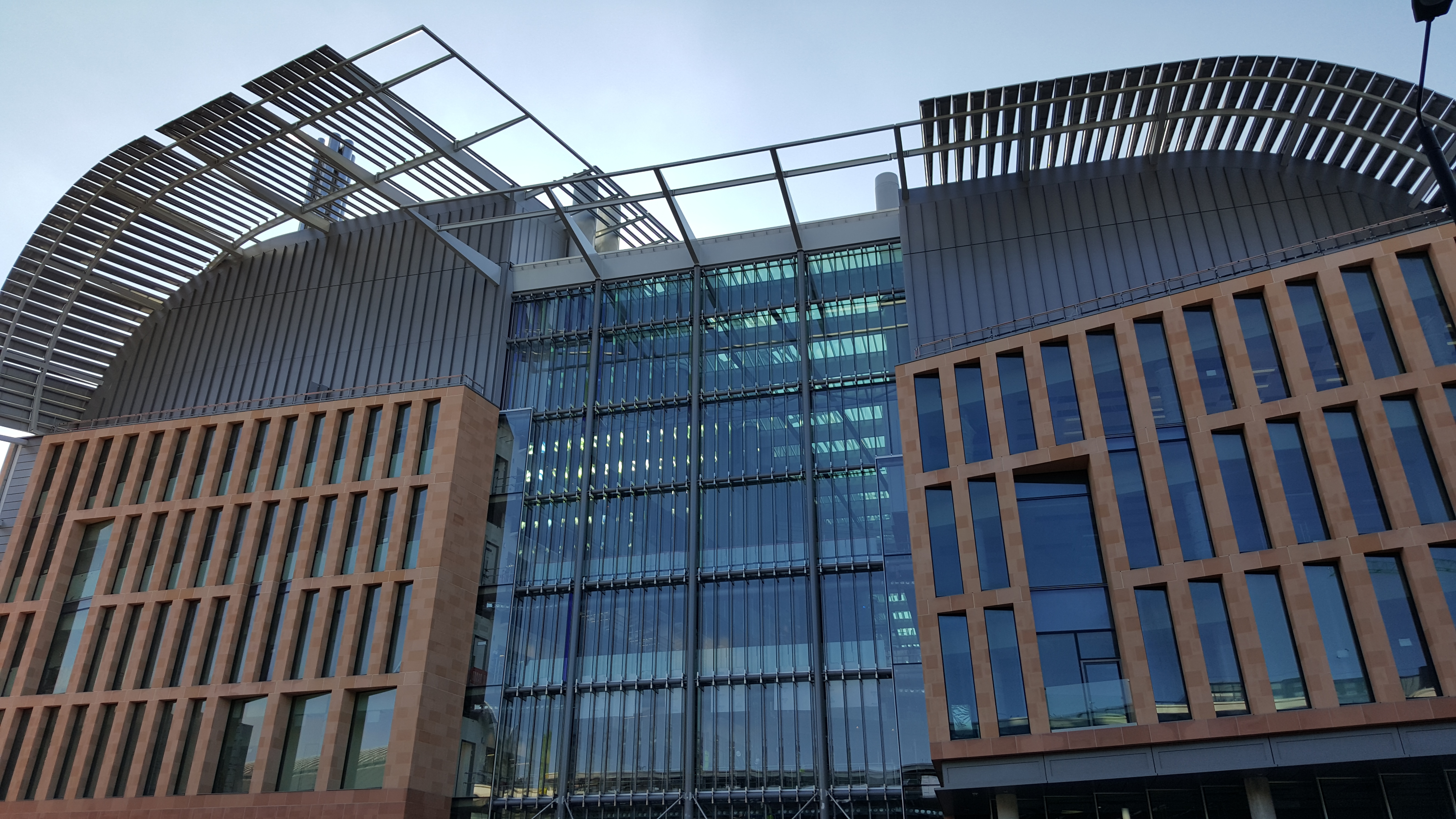
« Francis Crick Institute ».

En 2020, Bingham a présidé le groupe de travail (« Taskforce ») du gouvernement britannique, pilotant l'achat de vaccins et la stratégie de leur déploiement pendant la pandémie de Covid-19. 